# Castle of Doña Blanca
Castle of Doña Blanca är ett slott i Spanien.   Det ligger i provinsen Provincia de Cádiz och regionen Andalusien, i den sydvästra delen av landet, 500 km söder om huvudstaden Madrid. Castle of Doña Blanca ligger 29 meter över havet.
Terrängen runt Castle of Doña Blanca är platt, och sluttar söderut. Runt Castle of Doña Blanca är det ganska tätbefolkat, med 192 invånare per kvadratkilometer. Närmaste större samhälle är Jerez de la Frontera, 6,9 km norr om Castle of Doña Blanca. Trakten runt Castle of Doña Blanca består i huvudsak av gräsmarker.